# Magyk
Magyk (titre original : Septimus Heap) est une série de sept romans de fantasy écrits par Angie Sage. Ces livres racontent l'histoire d'une petite fille aux yeux violets retrouvée abandonnée dans la neige (baptisée Jenna par la suite), et d'un garçon apprenti magicien nommé Septimus Heap. Ces livres sont publiés aux éditions Albin Michel dans la collection Wiz et sont traduits de l'anglais par Nathalie Serval. Ils ont été traduits dans 28 langues et vendus à plus d'un million d'exemplaires.
La série dispose d’une suite, la trilogie TodHunter Moon, qui se déroule sept ans après le dernier livre.

## Résumé
Ces livres racontent les péripéties du magicien Septimus Heap vivant dans un monde imaginaire entre « Le Château », les « Maleterres », les « Marais de Marram » et « Le Port ».

### MagykLivre Un
Le magicien Silas Heap trouve un nouveau-né dans la neige une petite fille aux yeux violets, emmaillotée dans une couverture. L'enfant, baptisée Jenna, va grandir auprès de ses six frères, dans sa nouvelle famille. Mais un mystère entoure ses origines… Jenna a-t-elle été réellement abandonnée ? De grands mystères s'abattent sur les Heaps, qui traitent Jenna comme ils auraient traité leur fils, Septimus, mort à la naissance. Pendant ce temps, des rumeurs sont rapportées à Sarah: la reine serait morte et sa fille se serait fait abandonner... Ou serait donc la petite princesse?
Liste des chapitres :
1. Un paquet dans la neige
2. Sarah et Silas
3. Le custode suprême
4. Marcia Overstand
5. Chez les Heap
6. Au pied de la tour
7. La tour de Magyk
8. Dans le vide-ordures
9. Chez Sally Mullin
10. Le chasseur
11. La piste
12. La Muriel
13. La traque
14. La passe de Deppen
15. Minuit sur la plage
16. Le boggart
17. Alther dans ses œuvres
18. Le cottage de la gardienne
19. Tante Zelda
20. 412
21. Rattus Rattus
22. Magyk
23. Les ailes d'argent
24. Les sentinelles volantes
25. La sorcière de Wendron
26. La fête du solstice d'hiver
27. Le voyage de Stanley
28. Le Grand Gel
29. Pythons et rats
30. Un message pour Marcia
31. Le retour du rat
32. Le Grand Dégel
33. Attendre et observer
34. L'embuscade
35. Sous terre
36. Le Chasseur congelé
37. Captromancie
38. Dégel
39. Rendez-vous
40. L'entrevue
41. La Vengeance
42. La tempête
43. Le dragon d'Hotep-Râ
44. Cap sur le large
45. Le reflux
46. Une visite
47. L'apprenti
48. Le souper de l'apprenti
49. Septimus Heap

Epilogue : Ce que tante Zelda avait vu dans la mare aux canards
Epilogue bis : Que sont-ils devenus ensuite ?

### MagykLivre Deux:Le Grand Vol
Un an s'est écoulé depuis que Septimus Heap a reçu l'appel de la sorcellerie. Sous l'égide de Marcia Overstrand, il étudie l'art subtil des conjurations et des charmes, pendant que sa sœur Jenna se fait à sa nouvelle vie de princesse. Mais le danger les guette. Une ombre noire rôde…
Simon est rongé par le Mal, il considère que Septimus lui a volé la place d'apprenti "Magicien extraordinaire". Par conséquent, pour se venger, il enlève Jenna, et  l'emmène jusqu'aux Maleterres. Simon est capable d'observer tout le continent à l'aide d'un artefact imposant appelé "Camera  Obscura". Pour aller la secourir, Septimus avec le soutien de Nicko voyage vers la forêt, ou il retrouve un ami qu'il croyait mort : Lobo, appelée également 409 (numéro de son matricule quand il était dans la Jeune Garde).
Liste des chapitres :
Prologue : Un an plus tôt : La nuit du souper de l'apprenti
1. Les Araignées
2. La voie du magicien
3. Le cavalier noir
4. Simon
5. Tonnerre
6. La porte Nord
7. La serre
8. Le laboratoire
9. Au numéro 13
10. Le Départ
11. Le voyage de Jenna
12. Le chantier de Jannit Maarten
13. La Forêt
14. Perdus
15. L'arbre
16. Les Maleterres
17. L'Antre de Simon
18. La camera obscura
19. Chocolat
20. La Guivre
21. La Grande prairie
22. Le campement
23. Lobo
24. Le Port
25. La Maison-De-Poupée
26. Mouchard
27. Le coven des sorcières du Port
28. La Chaussée
29. Le Grand vol
30. Au cœur des Marais
31. Dragons
32. Boutefeu
33. Décollage
34. Dans les airs
35. Atterrissage
36. Retour
37. La quête du Draxx
38. Le cabinet hermétique
39. Les tunnels de glace
40. Moustique a la tour
41. Infiltration
42. Identification
43. L'envol
44. La chute
45. La tour de guet
46. Dans la remise
47. La chambre de la reine
48. La jeune reine
49. le grand vol

Épilogue : Que faisaient-ils auparavant ?

### MagykLivre Trois:La Reine maudite
Septimus Heap, l'apprenti magicien, est obsédé par la Physik, l'art dangereux de l'alchimie. Dans une pièce oubliée du palais, le fantôme de la maléfique reine Etheldredda reprend vie. Elle aussi s'intéresse de très près à l'alchimie. Le menace plane de nouveau sur la famille Heap.
Liste des chapitres :
Prologue : le portrait dans le grenier
1. Snorri Snorrelssen
2. La foire
3. Une visite inopportune
4. Au Trou-dans-le-Mur
5. Etheldredda la Terrible
6. Le chemin des Chats
7. L'allée du Serpent
8. Le feu sous l'eau
9. L'épreuve pratique de prédiction
10. Le vestiaire royal
11. Le miroir
12. Jillie Djinn
13. Kit de navigation
14. Marcellus Pye
15. L'ancien passage
16. Le palais vide
17. Les fantômes du palais
18. L'abri du drgaon
19. Les dératiseurs
20. Ignition
21. Sauvetage
22. L'Alfrun
23. Visions
24. Manœuvres d'abordage
25. Moi, Marcellus
26. La tour du Magicien
27. Hugo Piedplat
28. Confiscation
29. L'entrepôt numéro 9
30. Le troupeau sacré de Sarn
31. Le trésor de Drago
32. Le puits d'ombre
33. La princesse Esmeralda
34. Le journal d'Esmeralda
35. Chevaliers
36. Broda Pye
37. Le banquet
38. Le pavillon d'été
39. L'Enferne
40. Le grand cabinet de Physik et d'alchimie
41. La fiole
42. La Rivière
43. Les grandes portes du temps
44. Le retour
45. Le coffre à Physik
46. Le dispensaire
47. Les rats du palais
48. Transportation
49. Le bûcher

Epilogue : deux ou trois bonnes choses à savoir sur...

### MagykLivre Quatre:La Quête
Le jeune Nicko est toujours porté disparu, et la famille Heap se désespère.
Grâce à Marcellus Pye, Septimus a une piste : il doit trouver l’emplacement de "La Maison Où Tous Les Temps Se Rencontrent". Mais il ignore quel terrible danger le guette : Merrin Meredith, à présent apprenti de son frère Simon, complote contre lui et possède une arme dangereuse, la Chose…
La queste a été créée par Hotep-Râ, c'était autrefois un honneur de faire cela, la queste servait à désigner une personne pour aller à "La Maison Où Tous Les Temps Se Rencontrent" pour aller donner des nouvelles à Hotep-Râ. Mais au bout de centaines d'années, plus personne ne savait ce que cela servait et on utilisait la queste pour se débarrasser des ennemis. Ainsi pour se débarrasser de Septimus, celui-ci doit faire la queste. Et il l'accomplit avec succès. Dans "La Maison Où Tous Les Temps Se Rencontrent" Jenna et Septimus retrouvent Nicko.
Liste des chapitres:
Prologue : Nicko et Snorri
1. Le congé de Nicko
2. Enfin libre!
3. Codex Tenebrae
4. Les Maleterres
5. Le Turbot-Reconnaissant
6. Au Château
7. Au Manuscriptorium
8. La chambre forte
9. Une chambre avec vue
10. Le lever du dragon
11. Le garde-dragon
12. Terry Tarsal
13. La luge enchantée
14. La maison dans l'Allée du Serpent
15. Le grenier de l'alchimiste
16. La carte de Snorri
17. Tracas
18. En mille morceaux
19. Éphaniah Grèbe
20. La reconstitution
21. Tertius Fumée
22. Le renvoi
23. La projection
24. L'assemblée des spectres
25. Le siège de la tour
26. La fuite
27. Les rats coursiers
28. Le bateau de Queste
29. L'expédition de Silas
30. La promesse
31. Le camp Heap
32. Traversées de nuit
33. Le petit déjeuner de Boutefeu
34. Les passages de la Forêt
35. Neige
36. Le refuge
37. Une invitation
38. Simon et Marcia
39. Sous la neige
40. Au bord du gouffre
41. Le péagier
42. Retrouvailles au sommet
43. Le pont
44. Le portier
45. La maison des Foryx
46. La quête d'Ullr
47. La Queste de Septimus
48. D'une porte à l'autre
49. Retour dans le temps

Epilogue : Fins et commencements

### MagykLivre Cinq:Le Sortilège
Septimus Heap est revenu vivant de sa Quête. Mais le chemin du retour ne se passe pas comme prévu : avec son ami, Moustique et Jenna ils se retrouvent sur une île mystérieuse…
Après avoir passé 500 ans dans "la maison ou tous les temps passent", Nicko a envie de retourner vers la mer, en allant rejoindre ses amis. Septimus s'écrase dans une île mystérieuse dans laquelle on peut entendre la voix d'une sirène. Lobo rencontre au port Simon, et le trouve différent…

### MagykLivre Six:La Ténèbre
Septimus et Jenna sont sur le point de fêter leurs quatorze ans. Mais l’heure n’est pas à la fête : les apprentis magiciens se retrouvent au coeur d’une lutte sans merci contre une armée de créatures terrifiantes, issues de la redoutable Ténèbre. Cette entité du mal a pour but de faire régner l’ombre et la terreur sur le territoire de la Magyk… Lorsque Jenna est enlevée, Septimus comprend qu’il est le seul à pouvoir lutter contre un adversaire insaisissable. Malgré le danger, il s’aventure dans les angoissants tunnels de Dark Hall, le quartier général de l’ennemi…

## La Magie
Dans l'univers de Magyk, apprendre un sortilège est un processus plutôt inhabituel dans les mondes de fantaisie : l'imprégnation, où le jeteur de sort se lie au pouvoir d'un "charme" (un petit objet sur lequel est noté la formule et imprégné de la puissance du sortilège) tout en récitant l'incantation écrite dessus. Il doit également imaginer que le sort agit. Ensuite, le sorcier (ou la sorcière) n'aura qu'à réciter l'incantation pour que la formule agisse.

## Liste des personnages
L'univers de Magyk regorge de personnages dont voici une liste non exhaustive :

### Famille Heap
- Silas Heap (époux de Sarah Heap).
- Sarah Heap (épouse de Silas Heap).
- Septimus Heap (septième fils de Silas et de Sarah Heap), il étudie la magie avec son mentor Marcia Overstrand. De plus, étant le septième fils d'un septième fils, il est prodigieusement puissant en tant que magicien. Septimus est enlevé dès sa naissance et sert dans la Jeune Garde jusqu'à ce qu'une suite de coïncidences le pousse vers sa famille.
- Nickolas Heap (le sixième fils de la famille Heap), passionné de bateaux, amoureux de Snorri et meilleur apprenti de Jannit Maarten, on le surnomme Nicko.
- Sam Heap (le deuxième fils de Silas et Sarah Heap), excellent pêcheur qui vit dans la forêt avec "Fred", "Erik" et "Jo-Jo".
- Fred Heap et Erik Heap (fils de Silas et Sarah Heap), frères jumeaux, leur passe-temps favori est de se faire passer l'un pour l'autre. Ils vivent dans la forêt, au grand désespoir de leur mère.

- Simon Heap (fils de Silas et Sarah Heap), il devient un ennemi de sa propre famille. Il aime et épouse Lucy Gringe.
- Jo-Jo Heap (fils de Silas et Sarah Heap), il est amoureux d'une des sorcières de Wendron, Marissa. Il vit dans la forêt.
- Jenna (fille adoptée par la famille Heap), princesse, fille de Milo Benda et de la reine Cerys, amie de Moustique.

### Magiciens extraordinaires
- Marcia Overstrand, à la fois exigeante, affectueuse et vaguement hautaine, son apprenti est Septimus.
- Hotep-Râ, premier magicien extraordinaire, il est souvent cité et de nombreuses rumeurs courent sur lui comme sur sa fin. Personne ne sait comment il est mort, il est la source de bien des mystères. Par la suite, on apprend qu'il n'est pas mort mais qu'il est dans la maison des Foryx.
- Alther Mella, ancien apprenti de DomDaniel, il devint un fantôme. Alther avait pour apprentie Marcia Overstrand
- DomDaniel, ennemi de Marcia Overstrand, il utilise la Magyk noire, ou Magyk inversée.

### Autres personnages
- Sally Mullin, aubergiste (femme solitaire, meilleure amie de Sarah Heap).
- M. Gringe (gardien de la porte et du pont-levis du Château) père de Lucy.
- Rupert Gringe (fils de M. Gringe), meilleur ouvrier de Janit Maarten.
- Lucy Gringe (fille de M. Gringe), elle aime Simon Heap.
- Janit Maarten, bâtisseuse de bateaux.
- Alice Nettles, ancienne avocate au Palais de Justice du Château.
- Stanley, rat coursier, délivre des messages aux humains contre un peu d'argent. Son épouse se nomme Dawnie.
- Terry Tarsal, cordonnier de Marcia Overstrand.
- Billy Bot, il possédait une boutique d'animaux domestiques et a inventé la tondeuse écologique avec des iguanes nains, appelée "brouteuse a gazon".
- Oh Moustique Moustique, meilleur ami de Septimus Heap, il est amoureux de Jenna Heap.
- Boris Pincepoule, ancien Chasseur en second, son rêve est de devenir magicien mais il est extrêmement maladroit.
- Hugh Vulpin, premier scribe hermétique.
- Boutefeu, dragon de Septimus Heap.
- Les sorcières de Wendron vivent dans la Forêt. La Grande Mère des sorcières de Wendron se nomme Morwenna Mould (dotée du pouvoir de voir l'avenir).
- Boggart, ami de tante Zelda, excellent nageur, il vit dans les Marais.
- Merrin Mérédith, ex-apprenti de DomDaniel, il adore manger des friandises mais son âme est noire.
- Cerys est la mère de Jenna, c'est une reine et on apprend dans le 1er tome qu'elle a été assassinée puis est devenue un fantôme et veille sur Jenna. C'est également le nom du bateau qui appartient à son époux Milo Benda.
- Syrah Syara était l'apprentie de Julius Pike, elle a disparu puis a été retrouvée plusieurs millénaires après.
- Snorri est amoureuse de Nicko Heap. Elle possède un chat roux, Ullr, qui se transforme en panthère noire la nuit jusqu'au matin suivant. Snorri et Ullr sont visionnaires (c'est-à-dire qu'ils voient tous les fantômes, sans exception).

## Lieux
- La Forêt : La Forêt est l'un des lieux les plus dangereux. Certains arbres sont carnivores : la nuit leurs branches emprisonnent leurs victimes avant de se nourrir de leur sang. Dans la forêt, il y a également des meutes de gloutons qui rôdent cherchant leurs proies. C'est aussi là qu'a élu domicile en tant qu'arbre pour le restant de ses jours le changeforme Benjamin Heap.
- Les Maleterres : Les Maleterres sont une zone en forme de collines. Elles se situent entre les Montagnes frontalières au Nord et La Grande prairie au Sud. La terre y est éventrée et les roches brisées, créant une ambiance lugubre. Elle est infestée de guivres affamées.
- Les marais de Marram : Terres infestées de créatures hostiles et dangereuses tel que des caraches. Zelda Zanuba Heap y habite avec le boggart, une créature des marais en voie d'extinction et sa chatte, Bert, transformée en canne.

## Publications

### Série originale
1. Magyk, Albin Michel, coll. Wiz, 2005 ((en) Magyk, 2005)
2. Le Grand Vol, Albin Michel, coll. Wiz, 2006 ((en) Flyte, 2006)
3. La Reine maudite, Albin Michel, coll. Wiz, 2007 ((en) Physik, 2007)
4. La Quête, Albin Michel, coll. Wiz, 2008 ((en) Queste, 2008)
5. Le Sortilège, Albin Michel, coll. Wiz, 2010 ((en) Syren, 2009)
6. La Ténèbre, Albin Michel, coll. Wiz, 2012 ((en) Darke, 2011)
7. (en) Fyre, 2013

- Magyk Book, Albin Michel, coll. Wiz, 2009 ((en) The Magykal Papers, 2009), un livre apportant des détails et des approfondissements sur certains aspects de la série.

### SérieTodHunter Moon
1. (en) Pathfinder, 2014
2. (en) SandRider, 2015
3. (en) StarChaser, 2016

## Angie Sage
Angie Sage est une écrivaine britannique née à Londres, auteure de contes fantastiques pour la jeunesse.
Elle vit dans les Cornouailles en Grande-Bretagne, une terre de légendes, qui lui permet de faire fructifier son imagination.

## Cinéma
En quête d'une histoire de sorcier à adapter au cinéma, les studios de production Warner Bros ont acquis les droits sur la saga Septimus Heap. Le premier film, issu du Livre Un, devait voir le jour seulement après la sortie cinéma du dernier tome des aventures de Harry Potter. L'auteure, Angie Sage, quant à elle, devait être la productrice exécutive des films sur grand écran.
Malheureusement, ce film a été annulé.